# Jonathan Scott
Pour les articles homonymes, voir Scott.
Jonathan Scott est un zoologiste et photographe britannique né en 1949 à Londres. 
C'est un spécialiste de la faune africaine et il passe beaucoup de temps dans le Masai Mara dans le sud-ouest du Kenya, et dans le parc national du Serengeti au nord de la Tanzanie.